# (200304) 2000 CL108
(200304) 2000 CL108 es un asteroide perteneciente al cinturón exterior de asteroides descubierto el 5 de febrero de 2000 por el equipo del Catalina Sky Survey desde el Catalina Sky Survey, Arizona, Estados Unidos.

## Designación y nombre
Designado provisionalmente como 2000 CL108.

## Características orbitales
2000 CL108 está situado a una distancia media del Sol de 3,215 ua, pudiendo alejarse hasta 3,559 ua y acercarse hasta 2,872 ua. Su excentricidad es 0,106 y la inclinación orbital 22,52 grados. Emplea 2106,35 días en completar una órbita alrededor del Sol.

## Características físicas
La magnitud absoluta de 2000 CL108 es 14,2. 